# Theilenhofen
Theilenhofen è un comune tedesco di 1 194 abitanti, situato nel land della Baviera.

## Storia

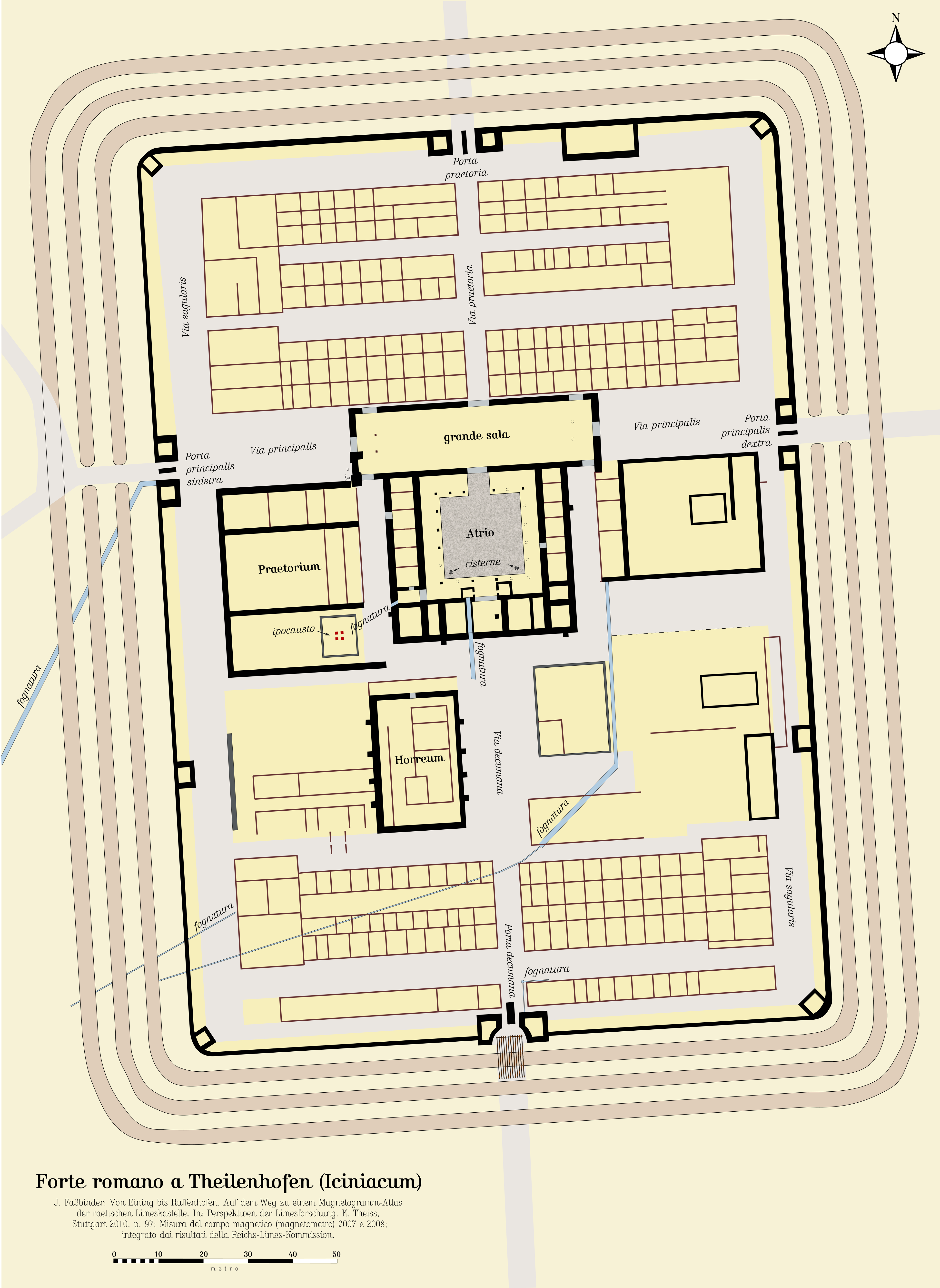
Forte Iciniacum

Fu insediamento militare romano di un'unità ausiliaria con il nome di Iciniacum a partire dalla metà del II secolo sotto la dinastia degli Antonini, appartenendo al sistema difensivo del limes germanico-retico.